# Tokoro
Tokoro (常呂町, Tokoro-chō) est un ancien bourg du district de Tokoro, au Japon.

## Géographie

### Climat
| Mois                                             | jan.       | fév.       | mars       | avril      | mai       | juin      | jui.      | août      | sep.      | oct.      | nov.       | déc.       | année      |
| ------------------------------------------------ | ---------- | ---------- | ---------- | ---------- | --------- | --------- | --------- | --------- | --------- | --------- | ---------- | ---------- | ---------- |
| Température minimale moyenne (°C)                | −12,2      | −13,6      | −7,4       | −0,5       | 4,8       | 9,3       | 13,8      | 15,7      | 11,6      | 4,9       | −1         | −8,5       | 1,4        |
| Température moyenne (°C)                         | −6,5       | −6,9       | −2,2       | 4,3        | 9,9       | 13,6      | 17,7      | 19,6      | 16,3      | 10,1      | 3,3        | −3,4       | 6,3        |
| Température maximale moyenne (°C)                | −2,4       | −2,3       | 1,9        | 9,2        | 15,2      | 18,5      | 22,3      | 24,1      | 21,1      | 15,1      | 7,5        | 0,4        | 10,9       |
| Record de froid (°C) date du record              | −29,6 1985 | −31,2 1978 | −26,8 1986 | −14,7 1979 | −3,5 2007 | −1,3 1998 | 3,8 1983  | 5,7 2008  | 1,4 1992  | −3,6 2006 | −15,3 1987 | −24,2 1985 | −31,2 1978 |
| Record de chaleur (°C) date du record            | 7,8 1995   | 10 2011    | 16,1 2020  | 30,8 1998  | 35,2 2019 | 32,7 2005 | 36,7 2021 | 36,9 1994 | 32,6 2020 | 26,8 1987 | 20,9 2003  | 16,4 2008  | 36,9 1994  |
| Ensoleillement (h)                               | 98,2       | 124,6      | 171,7      | 181,9      | 185,5     | 170,7     | 166,7     | 170,4     | 167,4     | 152,8     | 116,6      | 99,3       | 1 805,9    |
| Précipitations (mm)                              | 30,3       | 19,6       | 22         | 35,7       | 54,8      | 65        | 91        | 112       | 111,2     | 76,5      | 50,6       | 42,2       | 710,6      |
| Nombre de jours avec précipitations              | 10,1       | 7,6        | 7,3        | 8,1        | 10        | 9,8       | 10,6      | 11,3      | 11,4      | 10,6      | 10,3       | 10,3       | 117,2      |
| dont nombre de jours avec précipitations ≥ 10 mm | 0,5        | 0,2        | 0,5        | 0,9        | 1,6       | 2,1       | 3,1       | 3,4       | 3,2       | 2,1       | 1,5        | 1,1        | 20,1       |

| Diagramme climatique                                  |               |           |             |             |           |            |             |               |             |           |             |
| J                                                     | F             | M         | A           | M           | J         | J          | A           | S             | O           | N         | D           |
| −2,4−12,230,3                                         | −2,3−13,619,6 | 1,9−7,422 | 9,2−0,535,7 | 15,24,854,8 | 18,59,365 | 22,313,891 | 24,115,7112 | 21,111,6111,2 | 15,14,976,5 | 7,5−150,6 | 0,4−8,542,2 |
| Moyennes : • Temp. maxi et mini °C • Précipitation mm |               |           |             |             |           |            |             |               |             |           |             |

## Histoire
Le 5 mars 2006, le bourg de Tokoro fusionne avec plusieurs autres bourgs pour former la ville de Kitami.